# Hội Kiến tạo Việt Nam
Hội Kiến tạo Việt Nam là tổ chức xã hội - nghề nghiệp phi lợi nhuận của những người và tổ chức hoạt động trong các lĩnh vực liên quan đến chuyên ngành địa chất kiến tạo tại Việt Nam. Hội là tổ chức thành viên của Tổng hội Địa chất Việt Nam .
Hội có tên giao dịch tiếng Anh là Vietnam Association of Tectonics, viết tắt là VAT.
Hội được thành lập theo Quyết định phê duyệt của Bộ Nội vụ số 18/2005/QĐ-BNV ngày 20 tháng 01 năm 2005 . Điều lệ Hội Kiến tạo được Bộ Nội vụ phê duyệt tại Quyết định số 141/2005/QĐ-BNV ngày 28 tháng 12 năm 2005 
Văn phòng Hội đặt cạnh văn phòng Tổng hội Địa chất Việt Nam, số 6 Phạm Ngũ Lão, quận Hoàn Kiếm, Hà Nội.